# Либерально-демократический союз 12 декабря (группа)
Либера́льно-демократи́ческий сою́з 12 декабря́ (ЛДС) — группа независимых депутатов Государственной Думе России I созыва демократической ориентации. Дата регистрации: 27 апреля 1994 года. 7 декабря того же года регистрация группы была отменена. Первоначально называлась «Союз 12 декабря», сменила своё название 5 апреля 1994 года. Политическая ориентация — либеральная демократия, поддержка реформ в экономике и системе государственного устройства России, создание благоприятных условий для развития предпринимательства. По отношению к Президенту РФ Б. Ельцину и Правительству В. Черномырдина занимала двойственную позицию: выступала против, в то же время поддерживая некоторые их действия. На выборах в Государственную думу II созыва члены группы входили в избирательные блоки «Вперёд, Россия!» (набрал около 2 % голосов) и «Общее дело» (набрал около 2 % голосов).
В Парламентской ассамблее Совета Европы группу представляла И. Хакамада.

## История
Накануне открытия первой сессии Думы I созыва ряд депутатов, в основном независимых, из числа сторонников радикальных рыночных реформ решили объединиться. Среди них были политики разных взглядов: сторонники президента Ельцина, его критики «слева» и «справа», приверженцы Владимира Жириновского (Александр Траспов, беспартийный, избранный в Ставропольском округе № 56 от группы избирателей).
11 января 1994 года члены ещё не созданной группы выступили за как можно меньший минимальный порог численности для регистрации депутатской группы (14, 12 или даже 3 человека). Вечером того же дня к инициаторам группы присоединился петербургский предприниматель Марк Горячев (избран в Юго-Западном округе № 213 города Санкт-Петербурга от блока Гражданский союз), возглавлявший Финансово-промышленную депутатскую группу (12 человек), но уже 12 января он передумал и вступил во фракцию ПРЕС.
Официально группа депутатов была учреждена на организационном заседании 12 января. В её создании приняли участие 20 человек. Возглавили новую группу три сопредседателя — Ирина Хакамада, Александр Брагинский и Евгений Бушмин, ответственным секретарём стал С. Воронов. Объединение было названо «Союз 12 декабря». На следующий день, 13 января, группа выдвинула своим кандидатом на пост Председателя Государственной Думы А. Брагинского. В рейтинговом голосовании приняли участие 15 членов группы «Союз 12 декабря». Из них за Брагинского проголосовали все 15, двенадцать человек поддержали Сергея Ковалёва («Выбор России»), десять — Владимира Лукина («Яблоко»), девять — Владимира Медведева («Новая региональная политика»), двое (Вадим Бойко и Айварс Лездиньш) — Юрия Власова («Российский путь»), за Ивана Рыбкина (АПР и КПРФ) не стал голосовать ни один из членов «Союза 12 декабря». В результате Брагинский получил наименьшее число голосов из 6 кандидатов — 86.
«Союз 12 декабря» выступил против составления так называемого Коалиционного списка, согласно которому должности председателей думских комитетов и комиссий, а также их замов, распределялись между думскими фракциями и зарегистрированными депутатскими группами. По мнению членов группы, комитеты Думы должны формироваться по профессиональному, а не политическому признаку. Также декабристы предлагали выбирать заместителей Председателя Думы прямым тайным голосованием.
2 февраля 1994 года все 9 зарегистрированных думских фракций и групп выразили «озабоченность» предстоящим подписанием российско-грузинского Договора о дружбе, добрососедстве и сотрудничестве. Согласно договору, в Грузии создавались три российские военные базы, а вдоль границ Грузии с Турцией размещались российские пограничники. Также Россия обязалась оказать Грузии содействие в организации и переоснащении её вооружённых сил после урегулирования конфликтов в Абхазии и Южной Осетии. Лидеры думского большинства посчитали, что российско-грузинское военное сотрудничество может «дестабилизировать обстановку на Кавказе» и отказались голосовать за ратификацию данного договора Государственной Думой. В отличие от них, группа «Союз 12 декабря» поддержала подписание Договора и, в свою очередь, выразила «недоумение» по поводу позиции зарегистрированных фракций и групп.
17 марта 1994 года члены группы заменили трёх сопредседателей на одного председателя, им стал бывший министр финансов России Борис Фёдоров. Его заместителями были избраны бывшие сопредседатели И. Хакамада и Е. Бушмин, третьим замом стал Игорь Устинов. Заместителем Фёдорова также предлагали избрать ещё одного бывшего сопредседателя А. Брагинского, но в итоге этот вопрос был отложен на потом. Чуть раньше новым ответственным секретарём группы вместо С. Воронова стал Борис Замай.
С момента создания группы для неё очень остро стоял вопрос численности, так как для её регистрации требовалось набрать 35 членов. В связи с этим в марте начались переговоры о вступлении в группу бывшего Госсекретаря РФ Геннадия Бурбулиса и ещё нескольких депутатов из фракции «Выбор России», недовольных её политикой. У некоторых членов «Союза 12 декабря» перспектива стать согруппниками Бурбулиса вызвала протесты, они даже пригрозили свои уходом в случае его вступления в группу. 9 апреля Г. Бурбулис был избран в футбольную команду «Союза 12 декабря», которая ввиду отсутствия регистрации играла от имени группы «Женщины России» и даже выиграла турнир думских фракций по мини-футболу. В итоге Бурбулис так и не вступил в саму группу.
23 марта 1994 года депутаты групп «Союза 12 декабря» и «Российский путь» совместно обратились к Думе с просьбой «снизить минимум численности для регистрации группы до 12 человек» или предоставить Думе (как вариант Совету Думы) «право регистрировать в порядке исключения группы численностью менее 35 человек», с тем чтобы зарегистрировать обе группы постановлением Думы. К этому времени принципиальное согласие на вхождение в группу дали 29 депутатов Госдумы.
5 апреля члены группы решили переименовать её в «Либерально-демократический союз 12 декабря», желая «сиять заставить заново» термин «либеральная демократия», присвоенный партией Жириновского. К 27 апреля группе удалось набрать 38 членов и добиться регистрации. Среди вступивших в группу были депутаты совершенно разных взглядов, в том числе 5 выходцев из ЛДПР, несколько членов группы НРП, а также 4 независимых депутата. Тогда же ещё одним заместителем председателя группы стал один из лидеров движения «Достоинство и милосердие» Александр Жуков (избран в Преображенском округе № 198 города Москвы при поддержке блока «Выбор России»).
7 апреля 1995 года из группы вышла один из её создателей И. Хакамада, не согласная с позицией Б. Фёдорова и В. Бойко по вопросу об отставке Правительства. После этого в группе остались всего 11 членов, которые по этому поводу сделали заявление, что «ЛДС „12 декабря“ существует и будет существовать независимо от того, 22 или 11 депутатов являются его членами. Нас объединяют не привилегии „зарегистрированных“ фракций и групп, а политические убеждения. Мы не бегали и не будем бегать из группы в группу. Мы будем продолжать работу на основе принятой платформы. (…) Нас беспокоит странный и наводящий на вполне конкретные выводы процесс образования новых депутатских групп в Госдуме, похожий на рост грибов после щедрого дождя. Группы депутатов, объединяющие коммунистов и жириновцев, „демократов“ и отраслевых лоббистов, людей без убеждений, возникающие без программы и идеологии — что это? Это процесс размежевания, который поможет людям разобраться, кто есть кто. До следующих выборов осталось всего 250 дней, и мы сделаем все возможное, чтобы оправдать доверие наших избирателей активной работой в этот период».
13 апреля 1994 года Администрация президента России представила «Договор об общественном согласии», который должен был способствовать стабилизации положения в обществе, преодолению последствий политического кризиса 1992—1993 годов, вылившегося в роспуск Верховного Совета и антипрезидентское восстание, упорядочить противоборство политических сил, обеспечить необходимый диалог, найти точки соприкосновения и разумный компромисс. Договор был подписан Президентом РФ Б. Ельциным, премьер-министр В. Черномырдиным, председателем Совета Федерации В. Шумейко, Председателем Госдумы И. Рыбкиным, руководителями исполнительных и представительных органов властей субъектов РФ, главами ряда местных администраций, лидерами некоторых политических партий и движений, профсоюзов и других общественных организаций. Лидер «ЛДС 12 декабря» Б. Фёдоров отказался поставить свою подпись под Договором, посчитав его никого ни к чему не обязывающей бумагой. В то же время его заместитель И. Хакамада подписала Договор от имени возглавляемого ею Либерального женского фонда. За неподписание договора И. Рыбкиным от имени Думы проголосовали В. Бойко и состоявшая в тот момент в группе Татьяна Булгакова (избрана по списку ЛДПР).
Летом 1994 года у группы вновь возникли проблемы с численностью, так как часть её членов, например, депутаты избранные по списку ЛДПР, вышли из объединения. Само по себе снижение численности после регистрации не могло стать причиной для отмены её регистрации. Но у некоторых думцев появились сомнения в законности самой регистрации группы «ЛДС 12 декабря», руководителей которой стали обвинять в подлоге. Несмотря на отсутствие доказательств 14 июня Комитет по организации работы Государственной Думы отменил регистрацию группы «в связи с тем, что по поступившим впоследствии заявлениям ряда депутатов, в момент регистрации необходимого количества депутатов для регистрации в соответствии с Регламентом Государственной Думы (статья 28) фактически не было». Лидер «декабристов» Б. Фёдоров обвинил в интригах «Политбюро партии Выбор России», которое, по его мнению, стояло за спиной главы комитета В. Бауэра, вынесшего решение, и первого вице-спикера Михаила Митюкова, распространившего текст решения об отмене регистрации 17 июня. В знак протеста члены «ЛДС 12 декабря» покинули зал заседания. В конфликт вмешался Совет Думы, предложивший Комитету по организации работы Госдумы вновь рассмотреть вопрос и разработать поправки к Регламенту, которые позволили бы легально ликвидировать группу, численность которой снизилась ниже минимального уровня. 15 июля депутаты Думы рассмотрели такие поправки, но не стали их принимать. После этого группа была полностью восстановлена в правах.
18 июля 1994 года в рамках подготовки к выборам в следующем году лидер «ЛДС 12 декабря» Б. Фёдоров создал Либерально-демократический фонд (ЛДФ), который, по его словам, являлся политической организацией непартийного типа. Устав ЛДФ был зарегистрирован Министерством юстиции РФ 11 августа того же года.
7 декабря 1994 года по предложению В.Жириновского на голосование был поставлен решение об аннулировании регистрации группы «Либерально-демократический союз 12 декабря» в связи с недостаточной численностью. За проголосовали 228 депутатов. Уже на следующий день ответственный секретарь группы Б. Замай заявил, что 10 депутатов, по данным электронной системы якобы проголосовавших за аннулирование регистрации группы, на деле отсутствовали на заседании. При этом четверо из них по информации Замая вообще находились в это время в США. На этом основании Замай предложил «признать голосование по данному вопросу недействительным и провести повторное голосование в удобное для Жириновского время в соответствии с Регламентом Государственной Думы». 9 декабря секретарь фракции АПР Николай Харитонов официально подтвердил факт присутствия депутатов Александра Назарчука, Станислава Говорухина и Владимира Квасова на заседании Думы 7 декабря. Председатель Думы И. Рыбкин заявил, что «мы с вами [то есть Дума] делали поручение» Комитету по организации работы Госдумы перерегистрировать все депутатские группы в течение первого месяца осенней сессии. По словам спикера после того как в ноябре Комитет отчитался перед Советом Думы об итогах перерегистрации, группе «Либерально-демократический союз 12 декабря» дали время, чтобы она добрала необходимые для сохранения своего статуса 35 голосов. Но так как группе этого не сделать не смогла то её регистрация была аннулирована, что в принципе «можно было бы не решать голосованием, потому что это право есть у Комитета по организации работы Государственной Думы».
Негативно относясь к политике Президента Б. Ельцина и правительства В. Черномырдина, Б. Фёдоров тем не менее поддержал в декабре 1994 попытку федеральных властей военным путём ликвидировать сепаратистский режим генерала Джохара Дудаева в Чечне.
В конце 1994 года лидер «Либерально-демократического союза 12 декабря» Б. Фёдоров начал создание собственной партии, которую первоначально предполагалось назвать Либерально-демократическое движение «Национальное возрождение». К нему присоединились часть членов группы. Учредительный съезд нового движения, названного «Вперёд, Россия!», состоялся в Москве 18—19 февраля 1995 года. В его работе приняли участие члены группы «ЛДС 12 декабря», которые заняли половину из 20 мест Координационного совета новой организации.
24 февраля 1995 года Председатель Думы И. Рыбкин издал распоряжение о ликвидации аппарата группы «ЛДС 12 декабря». В конце марта помещение в здании Госдумы, ранее занимаемое «декабристами», было передано недавно зарегистрированной группе «Стабильность», после чего организационная работа Союза переместилась в кабинеты Б. Фёдорова и В. Бойко.
В марте по инициативе депутата Константина Затулина был начат сбор подписей депутатов за рассмотрение вопроса о недоверии Правительству. Поводом стала позиции вице-премьера О. Сосковца на переговорах с Украиной. 5 апреля Совету Думы были представлены 102 подписи при минимально требуемых 90, благодаря чему рассмотрение вопроса было назначено на 12 апреля. Уже наследующий день, 6 апреля, Б. Фёдоров и В. Бойко выступили с заявлением от имени группы, в котором напомнили, что ещё 11 января предлагали выразить недоверие Правительству «в связи с массовыми жертвами в Чечне и социально-экономической ситуацией в стране в целом». Инициативу Затулина они расценили как политическую спекуляцию и обратились к Президенту России с требованием отправить Правительство в отставку и сформировать профессиональный кабинет министров «из числа патриотов-реформаторов, способных добиться реальных перемен к лучшему». Если же Госдума отклонит предложенную Президентом новую кандидатуру премьер-министра, то по мнению «декабристов» надо «в предусмотренном Конституцией порядке распустить неработоспособную Государственную Думу и назначить новые выборы». В итоге инициатива Затулина провалилась, так как 7 апреля В. Жириновский отозвал подписи 31 депутата от своей партии, поскольку другие фракции нарушили договорённость с ЛДПР и согласились с привлечением к уголовной ответственности С. Мавроди.

## Отдельные голосования членов группы
23 февраля в Госдуме рассматривались два пакета документов по амнистии. Один из них (так называемый «большой пакет») включал Меморандум о согласии, постановление об уголовной, политической и экономической амнистии, в том числе амнистии участникам августовского путча 1991 года и октябрьских событий 1993 года, отмену решения о создании комиссии по расследованию событий 21 сентября—4 октября 1993 года. Другой (так называемый «малый пакет») включалвсе те же вопросы кроме отмены парламентского расследования. Члены группы проголосовали против обоих вариантов политической амнистии (за исключением Константина Лайкама и А. Лездиньша, которые воздержались при голосовании «большого пакета»).
Рассмотрение Госдумой проекта государственного бюджета на 1994 год растянулось на два месяца. Первое чтение состоялось 15 апреля 1994 года, последнее 24 июня. Большинство членов группы «ЛДС 12 декабря» (от 14 до 18 человек) поддержали его на всех стадиях его рассмотрения. Исключением стало лишь второе чтение 8 июня, когда за бюджет голосовали лишь 9 «декабристов». Поправку Александра Пискунова об увеличении военных расходов поддержали всего 2 члена группы (И. Хакамада и Е. Бушмин), за поправку Сергея Глазьева об увеличении расходов на оборону, науку, транспорт и связь выступили также два человека (Вадим Булавинов и И. Устинов).
11 октября 1994 года фракция ДПР в лице её антитравкинского большинства потребовала рассмотреть вопрос об отставке премьер-министра В. Черномырдина. Первоначально вопрос был внесён в повестку дня Думы на 21 октября, но затем голосование было перенесено на 27 октября. Несмотря на критическое отношение к действующему правительству и его главе большинство «декабристов» не поддержали его отставку. За недоверие высказались только трое из 21 депутатов (В. Бойко, В. Булавинов и К. Лайкам), один (Андрей Макаров) проголосовал против, семеро депутатов воздержались, остальные не участвовали в голосовании.
23 ноября Госдума рассматривала вопрос о назначении новым Председателем Центрального банка России Т. Парамоновой. Часть депутатов предложили вначале рассмотреть вопрос об отставке прежнего главы Центробанка В. Геращенко. Большинство «декабристов» не поддержали эту нициативу, за неё проголосовали только трое (Виктор Бородин, Сергей Маркидонов и Бембя Хулхачиев).
25 ноября 1994 года состоялось первое чтение проекта госбюджет на 1995 год. Лидер «декабристов» Б. Фёдоров назвал бюджет-1995 несоответствующим интересам избирателей и государства. Вслед за своим лидером против бюджета выступило и большинство группы, проголосовав за его передачу согласительной комиссии. Вновь в первом чтении бюджет был рассмотрен Думой лишь 21 декабря и снова отправлен в согласительную комиссию. При этом за безусловное принятие бюджета в первом чтении высказались лишь 6 депутатов группы (В. Бородин, В. Булавинов, Е. Бушмин, А. Траспов, И. Устинов и Б. Хулхачиев). Компромиссное предложение аграриев (с сохранением на 1995 год спецналога) поддержали четверо «декабристов» (В. Бородин, А. Траспов, И. Устинов и Б. Хулхачиев). 22 декабря большинство членов «ЛДС 12 декабря» (15 членов группы из 21) проголосовали за вариант без спецналога, вариант аграриев вновь поддержали четверо. 23 декабря рассматривались сразу три варианта проекта о бюджете. За первый, с повышением необлагаемого минимума, высказались 10 «декабристов» из 20, принявших участие в голосовании, проект без изменения необлагаемого минимума получил голоса двух депутатов группы, третий (со спецналогом) не поддержал ни один из членов «ЛДС 12 декабря».
После Нового года рассмотрение бюджета-1995 продолжилось. 20 января 1995 года бюджет во втором чтении поддержали 13 депутатов, против выступили двое (К. Лайкам и Андрей Селиванов). 25 января группа не поддержала поправку аграриев о сохранении спецналога (за были только двое депутатов), за бюджет во втором чтении до принятия поправки проголосовали 13 депутатов, после только восемь. 24 февраля вопреки мнению своего лидера большинство «декабристов» (11 человек) поддержали бюджет в третьем чтении, против были четверо (Б. Замай, Михаил Киселёв, А. Селиванов и Б. Фёдоров). 15 марта бюджет в окончательном четвёртом чтении поддержали 6 из 14 депутатов группы, против голосовал только Б. Замай.
11 января 1995 года, в первый день работы новой сессии Думы, В. Бойко от имени группы «ЛДС 12 декабря» предложил рассмотреть вопрос о недоверии Правительству и внести в Конституцию поправки о досрочных выборов Президента и парламента, которые по его идее должны были быть назначены до 1 сентября 1995 года. Другой депутат-«декабрист» В. Булавинов, подедржав одногруппиника, предложил в случае, если решение о недоверии Правительству не будет проголосовано, включить в повестку дня вопрос о самороспуске Думы, «чтобы страна видела своих „героев“, которые останутся и будут продолжать ту политику, которая сейчас и осуществляется. И что это не зависит от Государственной Думы». Первый заместитель Председателя Думы М. Митюков отказался включать оба предложения в повестку дня как внесённые с нарушением Регламента, так как инициатива о недоверии Правительству может быть внесена только и исключительно фракцией или 90 депутатами, а другие способы принятия такого решения недопустимы. В результате оба предложения Бойко не были поставлены на голосование. Предложение Булавинова было включено в повестку дня, но получило всего 29 голосов и не прошло.
25 января депутат от КПРФ Анатолий Гордеев предложил внести в повестку дня вопрос о соответствии занимаемой должности Верховного Главнокомандующего Ельцина и министра обороны П. Грачёва. Члены группы в голосовании не участвовали.
В июне 1995 года депутат С. Глазьев инициировал сбор подписей за объявление недоверия Правительству. 15 июня он представил Совету Думы 102 подписи. 16 июня, обсуждая теракт Шамиля Басаева, 230 депутатов Госдумы постановили «считать трагические события, произошедшие в городе Будённовске Ставропольского края, ещё одним основанием для рассмотрения Государственной Думой Федерального Собрания предложения о выражении недоверия Правительству Российской Федерации». Вопрос был включён в повестку дня заседания 21 июня. Во время голосования группа разделилась. Шестеро «декабристов» во главе с председателем группы Б. Фёдоровым проголосовали за недоверие Правительству (помимо Фёдорова это также были В. Бойко, А. Жуков, Б. Замай, В. Ковалёв, А. Селиванов), двое выступили против (А. Брагинский и А. Макаров), трое не стали голосовать (Владислав Виноградов, А. Траспов и И. Устинов). В результате за недоверие Правительству проголосовали 241 депутат.
22 июня Президент Б. Ельцин письменно сообщил Думе, что не согласен с её решением. Повторно вопрос о недоверии Правительству был рассмотрен 1 июля. В этот раз за недоверие проголосовали только три «декабриста» (Б. Фёдоров, В. Бойко и Б. Замай), против были уже четверо (А. Брагинский, В. Виноградов, А. Макаров и И. Устинов), остальные не голосовали.
Проект федерального бюджета на 1996 год был рассмотрен в первом чтении 13 октября 1995 года. Группа решила поддержать предложение «Яблока» отклонить проект с передачей в согласительную комиссию. 18 октября принятие бюджета в первом чтении проголосовал А. Макаров, большинство группы вновь поддержало передачу бюджета в согласительную комиссию. 15 ноября за принятие бюджета в первом чтении выступили уже 5 депутатов (А. Брагинский, В. Виноградов, А. Жуков, Б. Замай и И. Устинов), против проголосовали трое (В. Ковалёв, А. Селиванов и Б. Фёдоров), трое не голосовали (В. Бойко, А. Макаров и А. Траспов). 6 декабря за бюджет во втором и третьем чтениях голосовали А. Брагинский, В. Виноградов и Б. Замай.

## Выборы Госдумы II созыва
В выборах 1995 года большинство членов группы приняли участие как кандидаты движения «Вперёд, Россия!», которое выставило собственный список во главе с Б. Фёдоровым, Бэлой Денисенко (депутат Госдумы, лидер кемеровской организации партии «Демократический выбор России») и Александром Владиславлевым (первый вице-президент Российского союза промышленников и предпринимателей и председатель совета директоров «АМО ЗИЛ»). 17 декабря за список движения «Вперёд, Россия!» проголосовали 1 343 428 избирателей (1,94 %), что не позволило организации преодолеть пятипроцентный заградительный барьер и сформировать свою фракцию. В одномандатных округах в Думу II созыва были избраны три кандидата от Движения. Двое из них (Б. Фёдоров и А. Жуков) вступили в группу «Российские регионы», А. Селиванов предпочёл присоединиться к проправительственной фракции «Наш дом — Россия».